# Simulacions tèrmiques per a circuits integrats

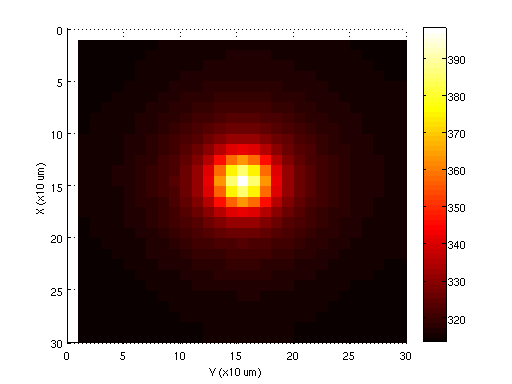
Distribució de la temperatura de la matriu cúbica, trobada aplicant solucions analítiques a l'equació de transferència de calor.

La miniaturització de components sempre ha estat un objectiu principal a la indústria dels semiconductors perquè redueix els costos de producció i permet a les empreses construir ordinadors i altres dispositius més petits. La miniaturització, però, ha augmentat la potència dissipada per unitat d'àrea i l'ha convertit en un factor limitant clau en el rendiment del circuit integrat. L'augment de temperatura esdevé rellevant per a cables de seccions transversals relativament petites, on pot afectar el comportament normal dels semiconductors. A més, com que la generació de calor és proporcional a la freqüència de funcionament dels circuits de commutació, els ordinadors ràpids tenen una generació de calor més gran que els lents, un efecte no desitjat per als fabricants de xips. Aquest article resumeix conceptes físics que descriuen la generació i conducció de calor en un circuit integrat, i presenta mètodes numèrics que modelen la transferència de calor des d'un punt de vista macroscòpic.

## Generació i transferència de calor

### Llei de Fourier
A nivell macroscòpic, la llei de Fourier estableix una relació entre la calor transmesa per unitat de temps per unitat d'àrea i el gradient de temperatura:
{\displaystyle q=-\kappa \nabla T}
On {\displaystyle \kappa } és la conductivitat tèrmica, [W·m−1K−1].
L'escalfament Joule és un mecanisme predominant per a la generació de calor en circuits integrats i és un efecte no desitjat en la majoria dels casos. Per a un material òhmic, té la forma:
{\displaystyle Q=j^{2}\rho }
On {\displaystyle j} és la densitat de corrent en [ A·m −2 ], {\displaystyle \rho } és la resistivitat elèctrica específica en [{\displaystyle {\Omega }} ·m] i {\displaystyle Q} és la calor generada per unitat de volum en [W·m−3].
L'equació rectora de la física del problema de la transferència de calor relaciona el flux de calor a l'espai, la seva variació en el temps i la generació d'energia mitjançant la següent expressió:

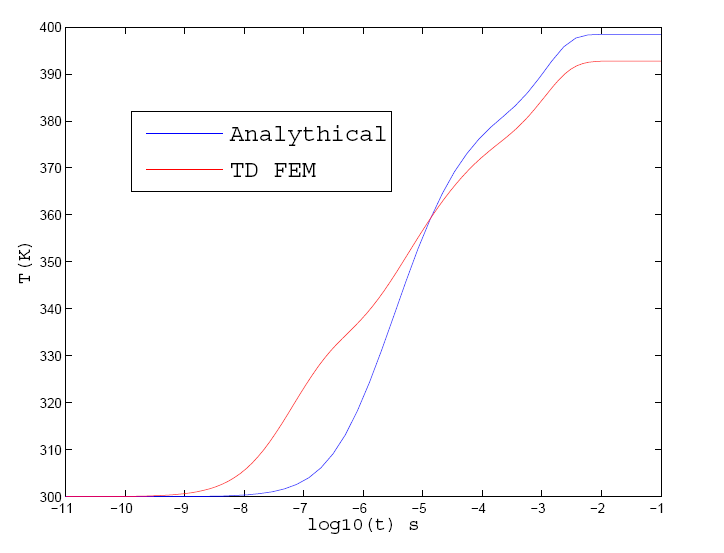
Comparativa: distribució analítica i numèrica de la temperatura.

{\displaystyle \nabla \left(\kappa \left(T\right)\nabla T\right)+g=\rho C{\frac {\partial T}{\partial t}}}
On {\displaystyle \kappa } és la conductivitat tèrmica, {\displaystyle \rho } és la densitat del medi, {\displaystyle C} és la calor específica, {\displaystyle \alpha ={\frac {\kappa }{\rho C}}}, la difusivitat tèrmica i {\displaystyle g} és la velocitat de generació de calor per unitat de volum. La calor es difon des de la font seguint l'equació anterior i la solució en un medi homogeni segueix una distribució gaussiana.

## Tècniques per resoldre l'equació de calor
Les solucions numèriques utilitzen una malla de l'estructura per realitzar la simulació. Els mètodes més populars són: mètode de domini temporal de diferència finita (FDTD), mètode d'elements finits (FEM) i mètode dels moments (MoM).